# Hauptwerkstatt der Berliner Stadtreinigung

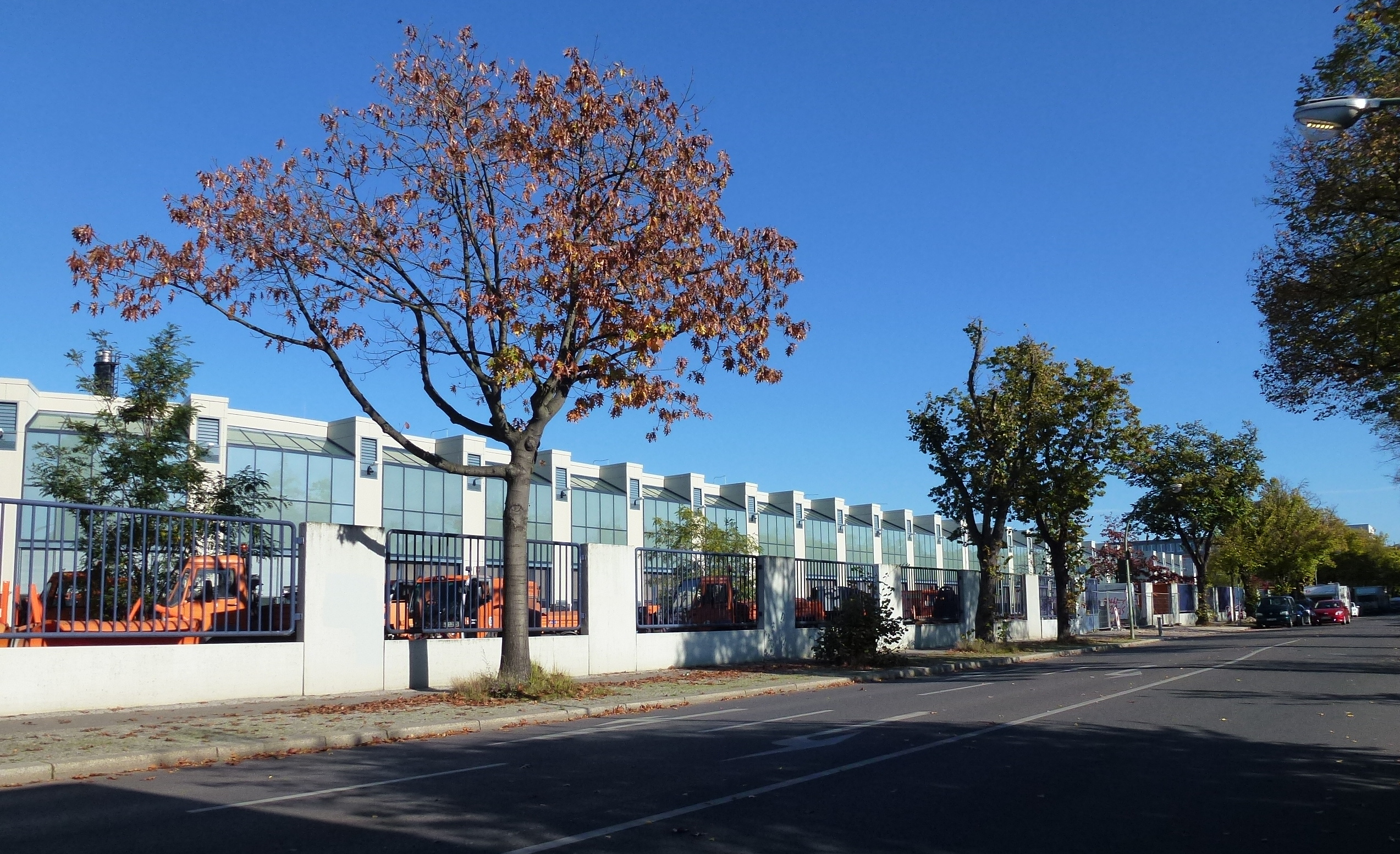
Hauptwerkstatt der BSR

Die Hauptwerkstatt der Berliner Stadtreinigung ist eine als Werkstatt genutzte Halle der Berliner Stadtreinigung (BSR) in Berlin-Tempelhof. Das von Josef Kleihues errichtete Gebäude steht seit 2006 unter Denkmalschutz.

## Lage
Das Gebäude befindet sich zwischen der nördlich gelegenen Bundesautobahn 100 sowie der parallel hierzu südlich verlaufenden Ringbahnstraße. Das Grundstück wird im Westen durch die Boelckestraße begrenzt. Östlich befinden sich weitere Gebäude der BSR, darunter auch die Haupteinfahrt auf das gesamte Gelände, das durch einen umlaufenden Zaun eingefriedet ist.

## Geschichte
Bis 1948 lag das Reparaturzentrum der Berliner Müllabfuhr-Aktiengesellschaft (BEMAG) im Ostteil der Stadt. Nach der Deutschen Teilung baute die 1951 in West-Berlin neu gegründete BSR ab 1959 die ehemaligen Pferdeställe der kaiserlichen Kasernen in Tempelhof zu einer Reparaturwerkstatt um. Die zur Verfügung stehende Nutzfläche reichte jedoch für die stetig wachsende Fahrzeugflotte schon bald nicht mehr aus. Die BSR richtete daraufhin einen Architekturwettbewerb aus, den Kleihues 1969 gewann. Nach rund drei Jahren Bauzeit konnte die Halle am 26. November 1973 im Beisein des Vorsitzenden des damaligen BSR-Verwaltungsrates und Berliner Finanzsenators Heinz Striek ihrer Bestimmung übergeben werden. Die Bausumme belief sich auf 26 Millionen DM. Kleihues wurde durch diese Arbeit bekannt und erhielt für sein Werk im Jahr 1975 den Architekturpreis Beton. Die Jury lobte das Bauwerk als ein „typisches und gelungenes Beispiel moderner Industriearchitektur“. Die Konstruktion einer Halle, die durch frei stehende Säulen zwei Seitenschiffe abtrennte, erinnerte die Jury an eine Basilika. Da die Verantwortlichen bei der BSR künftig von einer zunehmenden Abfallmenge ausgingen, entstand im westlichen Bereich in den Jahren 1977/1978 ein ebenfalls von Kleihues entworfener, rundbogenförmiger Anbau, mit dem die Werkstattkapazitäten erweitert werden konnten.

## Baubeschreibung und Ausstattung

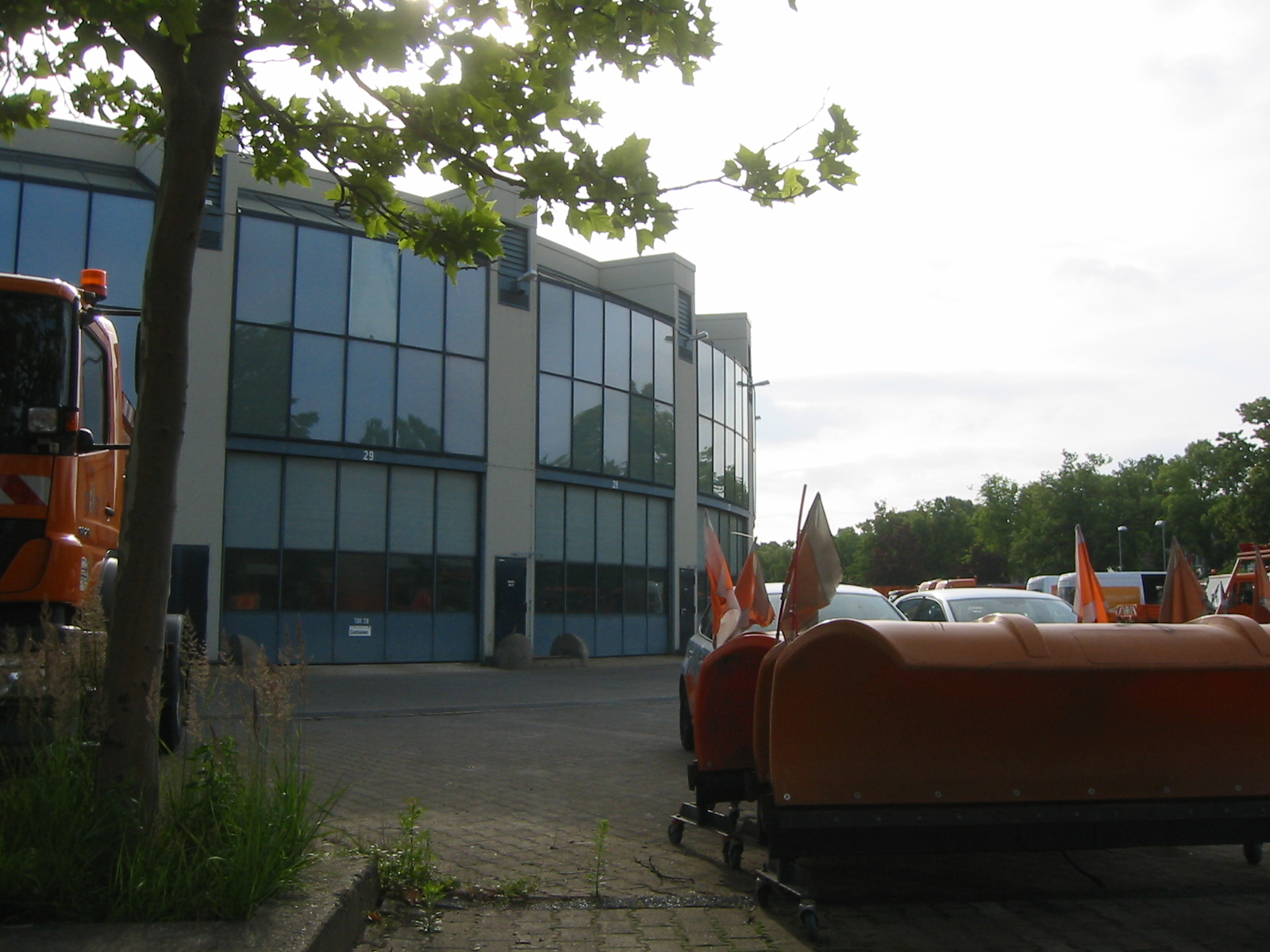
Rundbogenförmiger Erweiterungsbau

Das Bauwerk ist 220 Meter lang, 58 Meter breit, zehn Meter hoch und entstand im Wesentlichen aus Stahlbeton, der als Fertigteile vorgefertigt auf die Baustelle transportiert wurden. Die schmalen Betonelemente wechseln sich dabei mit dreigeteilten, verglasten Rolltoren ab. Für die Instandsetzung der Fahrzeugflotte waren 65 Reparaturstände, davon 28 mit Werkstattgruben und fünf mit Hebebühnen, vorgesehen. In Spitzenzeiten sollten so bis zu 100 zeitgleich repariert und instand gesetzt werden, um in Summe rund 1700 Spezialfahrzeuge einsatzbereit zu halten. An der Hallendecke hängen vier durchlaufende Kräne mit Tragfähigkeiten von 5,0 bis 6,3 Tonnen. Im mittleren Bereich der Halle sind kleinere Raumeinheiten integriert, die in zwei oder drei Geschosse unterteilt sind und als Ersatzteil- und Werkzeuglager sowie kleinere Werkstätten wie eine Sattlerei oder Reifenwerkstatt genutzt werden. Im Erdgeschoss besteht ein freier Durchgang zu den Seitenhallen; die oberen Räume sind verglast und können durch einen Laubengang erreicht werden.